# Yosefa Barak
Yosefa Barak (em hebraico:  יוספה ברק; nascida em 24 de outubro de 1970) é uma ativista israelense e ex-lobista no Knesset. Durante a pandemia de COVID-19 em Israel, ela foi processada pelo Estado de Israel em uma ação civil.

## Biografia
Barak nasceu em Beersheba. Seu sobrenome foi hebraizado de Berkovic. Ao entrar em um relacionamento, seu sobrenome passou a ser Barak-Tamir, embora ela nunca tenha se casado.
Barak trabalhou em relações públicas e, em dezembro de 2012, foi modelo para a estilista israelense Ziva D'Or, a quem ela representou.
Como consultora de mídia e lobista no Knesset, Barak trabalhou com o deputado Yehuda Glick, ajudando a aprovar legislação contra o tabagismo. Barak denunciou que um membro do Knesset a assediou sexualmente ao pedir que ela fosse sua "treinadora sexual". Glick se identificou como o acusado e afirmou que a denúncia era falsa. A Polícia de Israel arquivou o caso por falta de fundamentos para infração penal, e a Procuradoria do Estado rejeitou o recurso de Barak.
Em junho de 2020, Barak e o ativista Aybee Binyamin alegaram que Omer Yankelevich [en] provavelmente chantageou sexualmente Benny Gantz para garantir um cargo ministerial no trigésimo quinto governo de Israel. Yankelevich não processou e não concorreu nas eleições legislativas israelenses de 2021.
Em fevereiro de 2021, o filho de Barak foi vacinado contra a COVID-19 aos 17 anos e meio, na presença do pai e sem o consentimento de Barak. Barak contatou o Clalit Health Services, o Controlador de Estado de Israel e o Ministério da Saúde, mas não obteve resultados positivos.
Em dezembro de 2021, uma fonte informou a Barak que o filho de Sharon Alroy-Preis foi impedido de entrar em um restaurante por não possuir o Passe Verde [it]. Barak compartilhou essa informação nas redes sociais, foi posteriormente processada pelo Estado de Israel e recebeu uma ordem de restrição por ameaça de assédio.
Antes da audiência de instrução no Tribunal de Magistrados de Bat Yam, em 18 de janeiro de 2023, com a presença de vários apoiadores de Barak, Alroy-Preis apresentou um certificado do serviço público confirmando que seu filho havia sido vacinado. No entanto, o certificado não era um Green Pass e não incluía a data de expiração da última vacinação do filho. O advogado de Barak solicitou que Alroy-Preis exibisse o Green Pass em seu celular, como era feito pelos seguranças durante a pandemia, mas Alroy-Preis respondeu que o aplicativo não estava mais em uso. A fonte de Barak não compareceu ao tribunal, e Barak acusou a parte autora de intimidá-lo. Barak também declarou que o deputado Moshe Feiglin [en] afirmou que Alroy-Preis havia mentido, citando os sites "Kipa" e "Srugim", que noticiaram o assunto.
Alroy-Preis declarou que Barak havia publicado "milhares" de postagens sobre ela, mas o processo tratava de apenas 12 publicações. Quando questionada por que entrou com a ação através do Estado, e não pessoalmente, Alroy-Preis respondeu que era devido à gravidade e ao alcance das publicações de Barak, repetindo essa resposta à maioria das perguntas. O advogado de Barak argumentou que ela dava respostas repetitivas, mas o tribunal observou que ele podia escolher as perguntas, mas não as respostas. Em seu próprio interrogatório, Barak afirmou que publicou os posts para verificar se o filho de Alroy-Preis havia sido vacinado, já que o Ministério da Saúde não fornecia resposta por outros meios. Barak declarou que teria excluído as publicações e pedido desculpas se tivesse recebido uma resposta, mas, em vez disso, recebeu um processo.
Barak também afirmou que, durante um intervalo no tribunal, o marido de Alroy-Preis, Dr. Meir Preis do Centro Médico Carmel [es], agrediu Maria Vartanov diante de testemunhas. O tribunal respondeu que tal alegação não era relevante para o processo.
Em julho de 2023, o Tribunal de Magistrados decidiu a favor da autora e ordenou que Barak pagasse 143.566 NIS. A Procuradoria do Estado tornou o caso público, e o Tribunal Distrital de Tel Aviv rejeitou o recurso de Barak, afirmando que não havia fundamento para reverter as constatações do tribunal de primeira instância. Barak então recorreu à Suprema Corte de Israel.
Em outubro de 2024, Barak, que começou a estudar direito no Centro Acadêmico de Direito e Ciência em Hod HaSharon, passou a dar aulas de direito para jovens, com foco em boicotes e assédio sexual.

### Vida pessoal
Barak reside em Mazkeret Batya [en] e tem dois filhos, um filho e uma filha.